# Listă de dramaturgi greci
Aceasta este o listă de dramaturgi greci moderni și din Grecia Antică: 

## A
- Elli Alexiu
- Loula Anagnostaki (1928 – 2017)
- Aristofan
- Kostas Asimakopoulos

## B
- Demetrios Bernardakis

## C
- Georgios Chortatzis
- Athanasios Christopoulos

## D
- Emilia Dafni
- Dinos Dimopoulos
- Apostolos Doxiadis

## E
- Euripide

## K
- Andreas Kalvos
- Nikos Kazantzakis

## L
- Dimitris Lyacos

## M
- Spyros Melas
- Menander

## S
- Anghelos Sikelianos
- Sofocle
- Dido Sotiriou (1909 - 2004)

## Vezi și
- Listă de piese de teatru grecești
- Listă de dramaturgi
- Listă de scriitori greci